# Volker Lenhart
Volker Lenhart (* 14. Dezember 1939 in Berlin; † 14. Januar 2023 in Lobbach-Lobenfeld) war ein deutscher Pädagoge, Ordinarius für Erziehungswissenschaft und Mitbegründer der Internationalen Erziehungswissenschaft.

## Leben
Volker Lenhart wurde zu Beginn des Zweiten Weltkrieges in Berlin geboren. Er studierte Latein, evangelische Theologie und Erziehungswissenschaft an den Universitäten Heidelberg und Bonn und beendete das Studium mit dem Staatsexamen für das Lehramt am Gymnasium. Zwischen 1964 und 1968 war er wissenschaftlicher Mitarbeiter am Institut für Erziehungswissenschaft der Ruprecht-Karls-Universität Heidelberg. Im Jahr 1968 erfolgte die Promotion zur Heidelberger Universitätspädagogik im 19. Jahrhundert. Es schloss sich eine Tätigkeit als Professor an der Pädagogischen Hochschule in Heidelberg an. Die Habilitation erfolgte im Jahr 1972. 1973 wurde Lenhart Ordinarius für Erziehungswissenschaft mit Schwerpunkt Schulpädagogik an der Universität Heidelberg. Der inhaltliche Schwerpunkt wurde zehn Jahre später, 1983, erweitert um die Historische Pädagogik zum einen sowie die Vergleichende Erziehungswissenschaft zum anderen. Von 1983 bis 2008 war Lenhart Leiter der Forschungsstelle für Vergleichende Erziehungswissenschaft in Heidelberg, die von seinem Vorgänger Hermann Röhrs gegründet worden war.
1987 wurde Lenhart vom deutschen Zentralverband der Krankengymnasten e.V. als Berater bei der Erstellung eines Curriculums für die Krankengymnastik nominiert. Im Jahr 1994 promovierte die Gesundheits- und Pflegewissenschaftlerin Susanne Schewior-Popp bei Volker Lenhart zum Thema der Krankengymnastik und Ergotherapie innerhalb der Professionalisierungsprozesse in den Berufen des Gesundheitswesens. Ab dem Jahr 1994 war Lenhart Honorarprofessor der Humboldt-Universität zu Berlin.
Lenhart war Mitglied der Kommission »Bildungsforschung mit der Dritten Welt (BDW)« in der Deutschen Gesellschaft für Erziehungswissenschaft bereits in ihrer Gründerzeit ab 1978 gemeinsam mit Karl-Heinz Flechsig und Dietrich Goldschmidt vom Max-Planck-Institut für Bildungsforschung. Von März 1988 bis März 1990 war Volker Lenhart Vorsitzender des Vorstands der Deutschen Gesellschaft für Erziehungswissenschaft (DGfE).
Im Jahr 2008 wurde Volker Lenhart emeritiert. Er starb am 14. Januar 2023.

### Abgeschlossenes Forschungsprojekt
- Friedensbauende Bildungsmaßnahmen bei bewaffneten Konflikten. (Abgeschlossen 2008). Webseite Institut für Bildungswissenschaft, Uni HD.

## Publikationen (Auswahl)
Als Autor
- mit Dietrich Goldschmidt: Bildungsforschung in Zusammenarbeit mit afrikanischen Erziehungswissenschaftlern. Bericht über die erste afrikanisch-deutsche Forschungskonferenz auf Mauritius, 18.-27. Februar 1980, in: Die Dritte Welt als Gegenstand erziehungswiss. Forschung 1981, S. 291–297.
- Vorwort zur Habilitationsschrift von Rudolf Tippelt: Bildung und sozialer Wandel. Eine Untersuchung von Modernisierungsprozessen am Beispiel der Bundesrepublik Deutschland seit 1950, Dt. Studien-Verl. Weinheim 1990.
- „Bildung für alle“. Zur Bildungskrise in der Dritten Welt, Wiss. Buchgesellschaft Darmstadt 1993.
- Protestantische Ethik und der „Geist“ des Kapitalismus, Lang Frankfurt/M., Berlin u. a. 1998.
- Pädagogik der Menschenrechte, 2. Aufl. VS Verlag für Sozialwissenschaften, Wiesbaden 2006.[8]
- Friedrich Heinrich Christian Schwarz und die Gründung des Philologisch-Pädagogischen Seminars. Jubiläumsvortrag, Heidelberg 2007, S. 12. (Digitalisat)
- Die Bildungsaktualität Humboldts, in: Rolf Göppel et al. (Hrsg.): Bildung ist mehr. Potentiale über PISA hinaus, 9. Heidelberger Dienstagsseminar, Matthes Heidelberg 2008, S. 25–33, ISBN 978-3-86809-017-8.
- zusammen mit Rosemarie Boenicke: Klassische Bildungstheorien und heutige Menschenrechtskonzepte – Humboldt, Hegel und das Menschenrecht auf Bildung, in: Gerd Steffens (Red.): Jahrbuch für Pädagogik, Verlag Peter Lang Ffm et al., 2011, S. 33–45, ISBN 978-3-631-62109-7.
- mit Ulrich Baumann: Nachruf auf Hermann Röhrs, in: Erziehungswissenschaft 23 (2012), 45, S. 137–139.
- Comenius und die Tradition der Heidelberger Friedenspädagogik, in: Fletcher Dubois und Hans-Peter Gerstner (Hrsg.): Comenius in Heidelberg: Student in Heidelberg – Lehrer der Menschheit, Heidelberger Schriften zur Universitätsgeschichte; Bd. 2; Winter Heidelberg 2014, S. 143–152.

Als Herausgeber
- Demokratisierung der Schule, Akad. Verl. Ges. Ffm 1972, Erziehungswissenschaftl. Reihe Bd. 10, ISBN 978-3-400-00148-8.
- mit Ulrich Baumann und Joseph Antochi: Vergleichende Erziehungswissenschaft. Festschrift für Hermann Röhrs zum 65. Geburtstag, Akad. Verl.-Ges. Wiesbaden 1981.
- mit Simone Braun und Reinhard Mitschke: Friedensbauende Bildungsmaßnahmen bei bewaffneten Konflikten, abschließender Forschungsbericht Deutsche Stiftung Friedensforschung (DSF) Projekt 2006-2008, Lang Frankfurt/M. 2010.
- mit Thea Verde, Valentin Stötzel et al.: Eğitim Hakkının (Içini Doldurmanın) Genişletilmesi, in: PoliTeknik (Zeitung), iki aylık Türkçe Gazete, Verlag Çokyönlü Eğitim Derneği Düsseldorf, 10 (2016), S. 11.

## Ehrungen
- 2010 Ehrenmitglied der Deutschen Gesellschaft für Erziehungswissenschaft